# Теодореску-Сион, Ион
Ион Теодореску-Сион (рум. Ion Theodorescu-Sion; 2 января 1882, Янка Брэила, Австро-Венгрия — 31 марта 1939, Бухарест) — румынский художник, график, рисовальщик, карикатурист, педагог.

## Биография
Сын железнодорожного работника. Обучался живописи в Национальной школе изящных искусств Бухареста. Ученик Теодора Амана, однокурсник Джордже Деметреску-Миря. Между 1904 и 1907 годами продолжил занятия живописью в парижской Школе изящных искусств (École des Beaux-Arts), куда прибыл получив стипендию, предоставленную военным министерством. Во французской столице его учителями были живописцы Жан-Поль Лоран и Люк-Оливье Мерсон.
В 1909 году к художнику пришло первое признание его художественных талантов, живописец получил Вторую премию Румынского Атенеума, а спустя пять лет открыл свою первую персональную выставку.
Совершил ознакомительные поездки в Англию, Бельгию, Алжир, Голландию, Италию, Францию и др. В это время он публиковал сатирические карикатуры в журналах «Furnica», «Zavera» и «Nea Ghiță». Позже был профессором Академии изящных искусств в Бухаресте, входил в состав учредительного комитета Общества румынских художников.
Похоронен на Кладбище Беллу в Бухаресте.

## Галерея

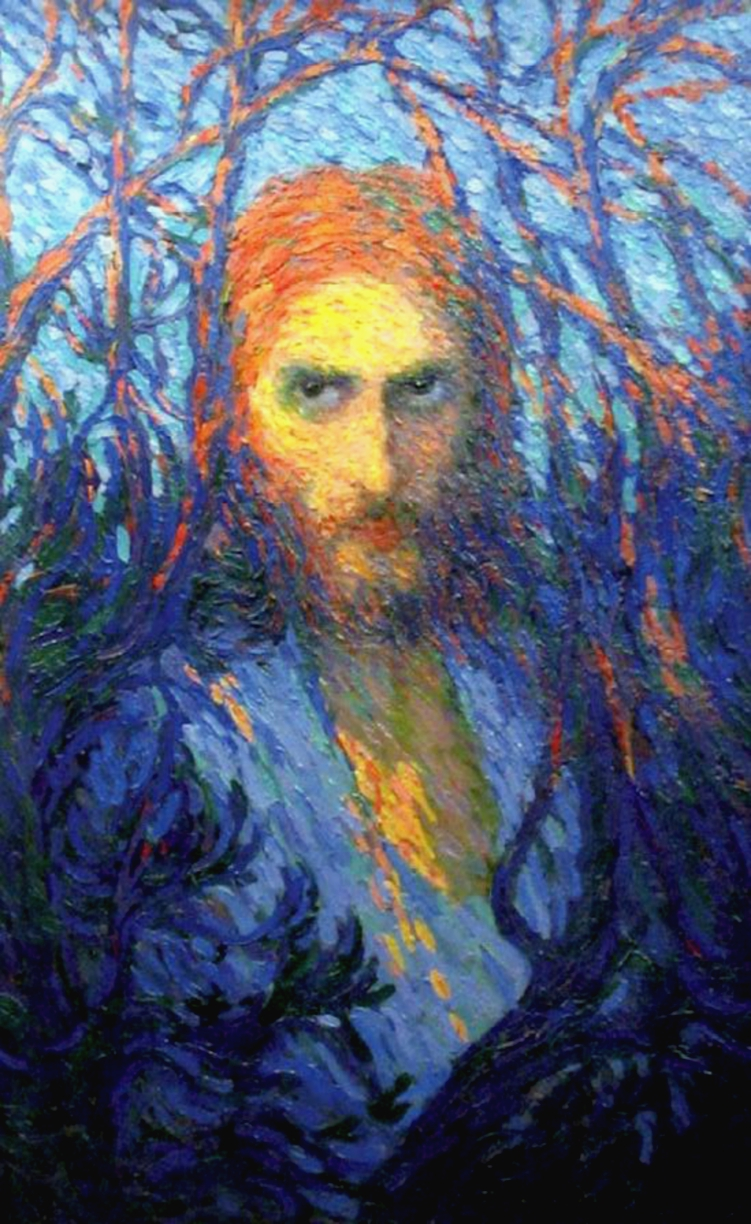
«Свет сияет во тьме» (1909)
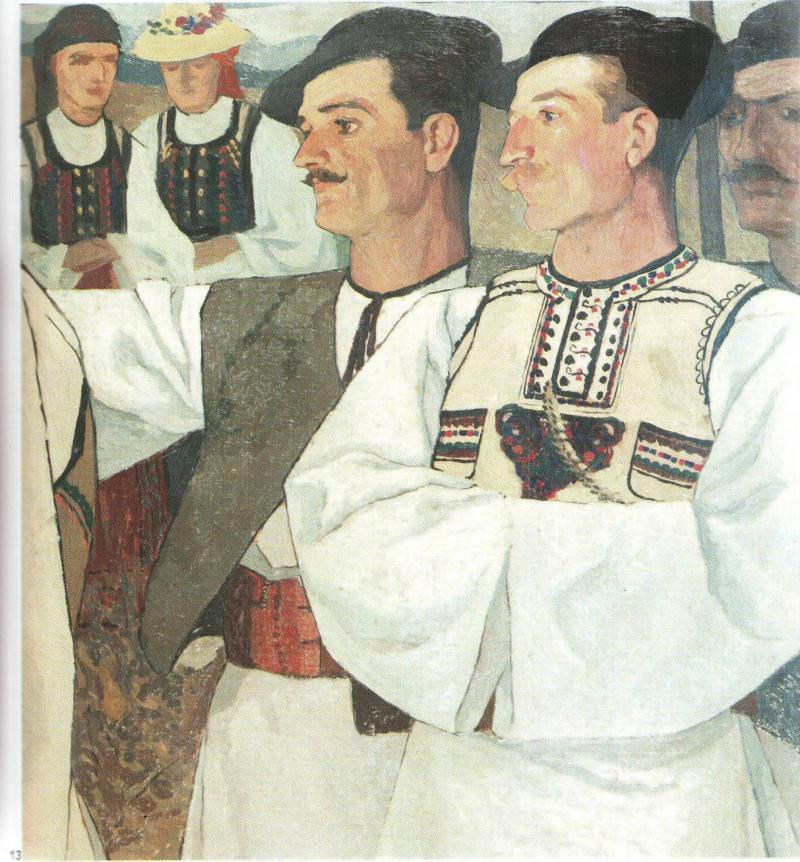
Крестьяне
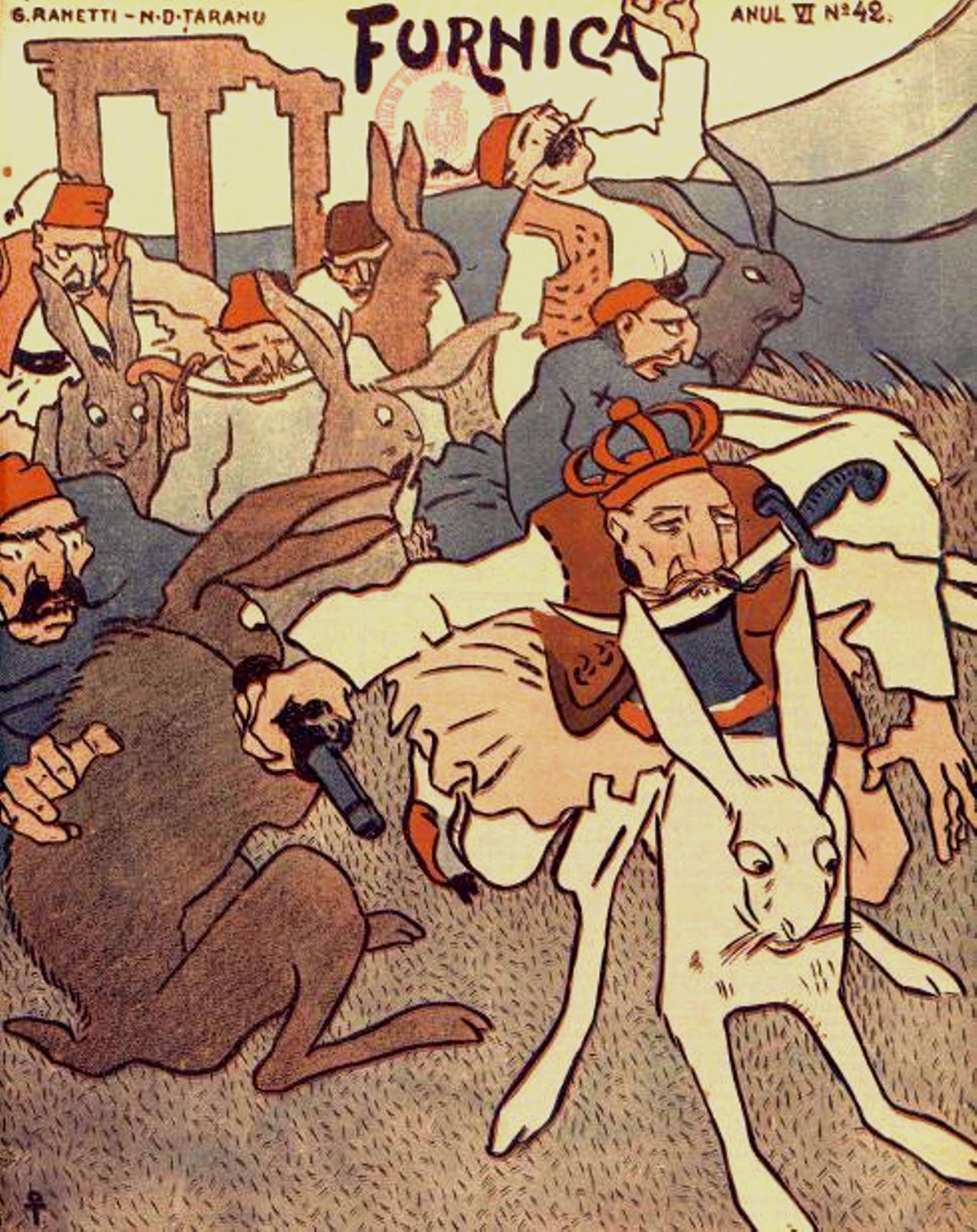
Обложка журнала Furnica (Июнь 1910)
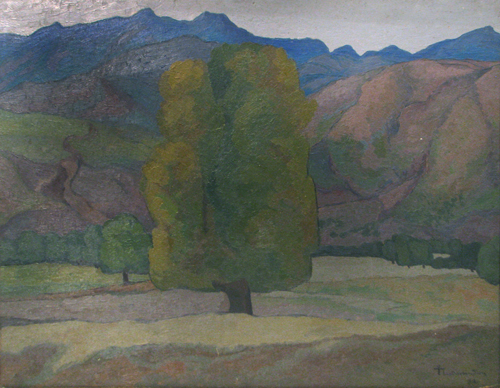
Пейзаж (1912)
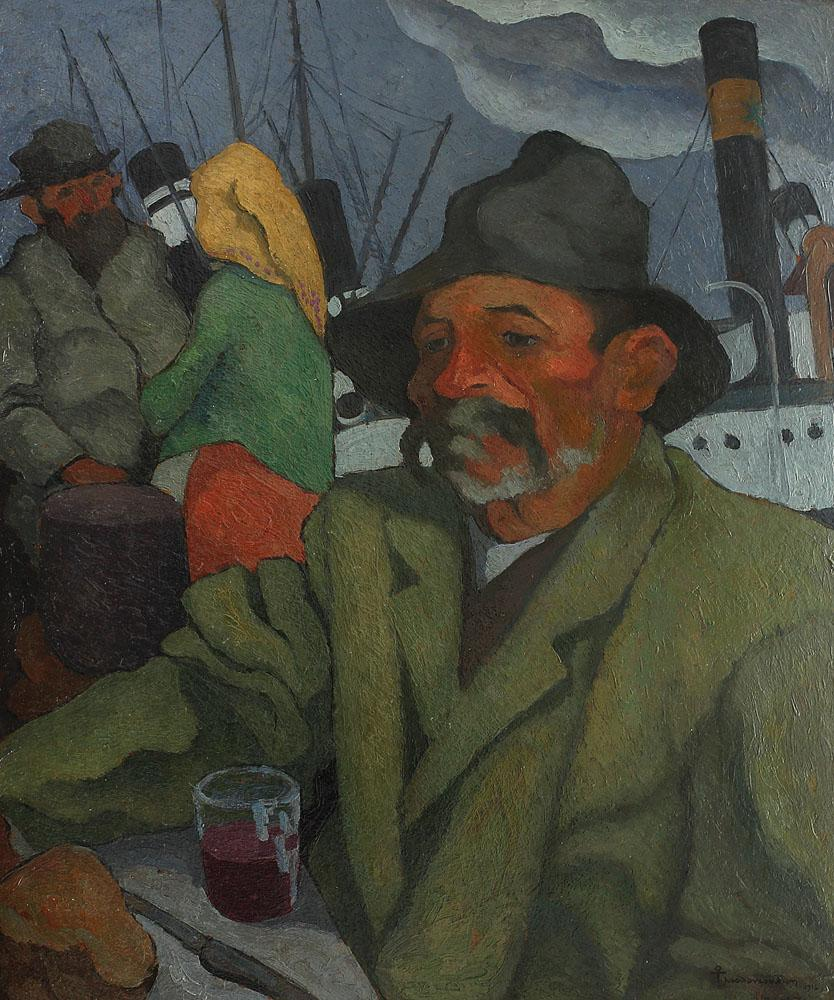
В покое (1912)
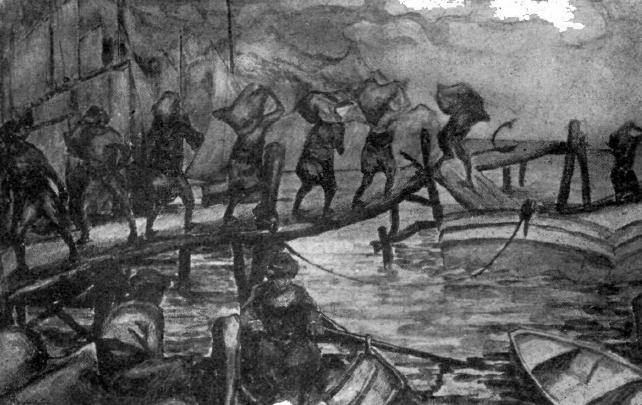
«Погрузка баржи» (1914)
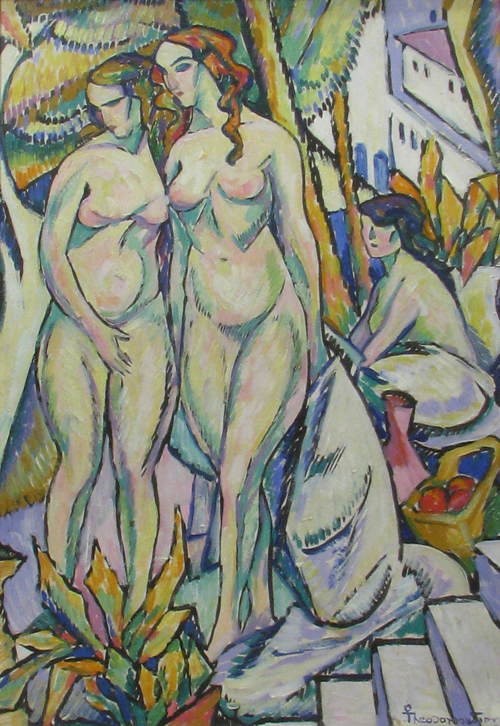
«Обнаженные на фоне пейзажа» (1914)
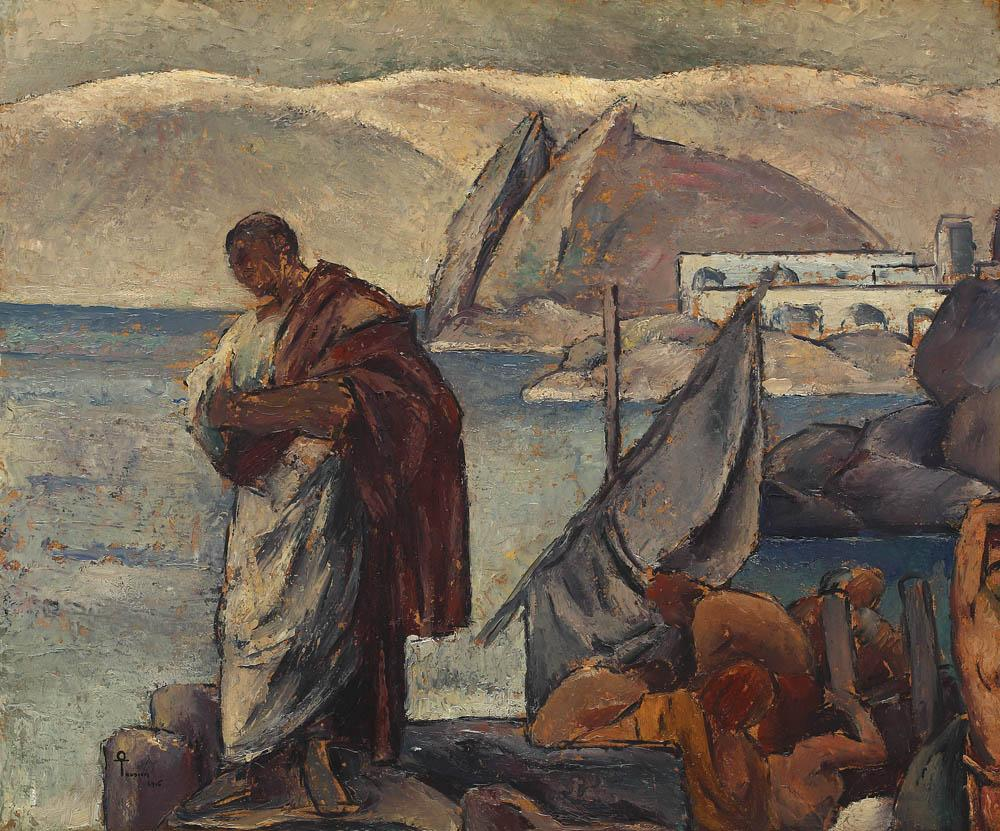
Овидий в изгнании (1915)
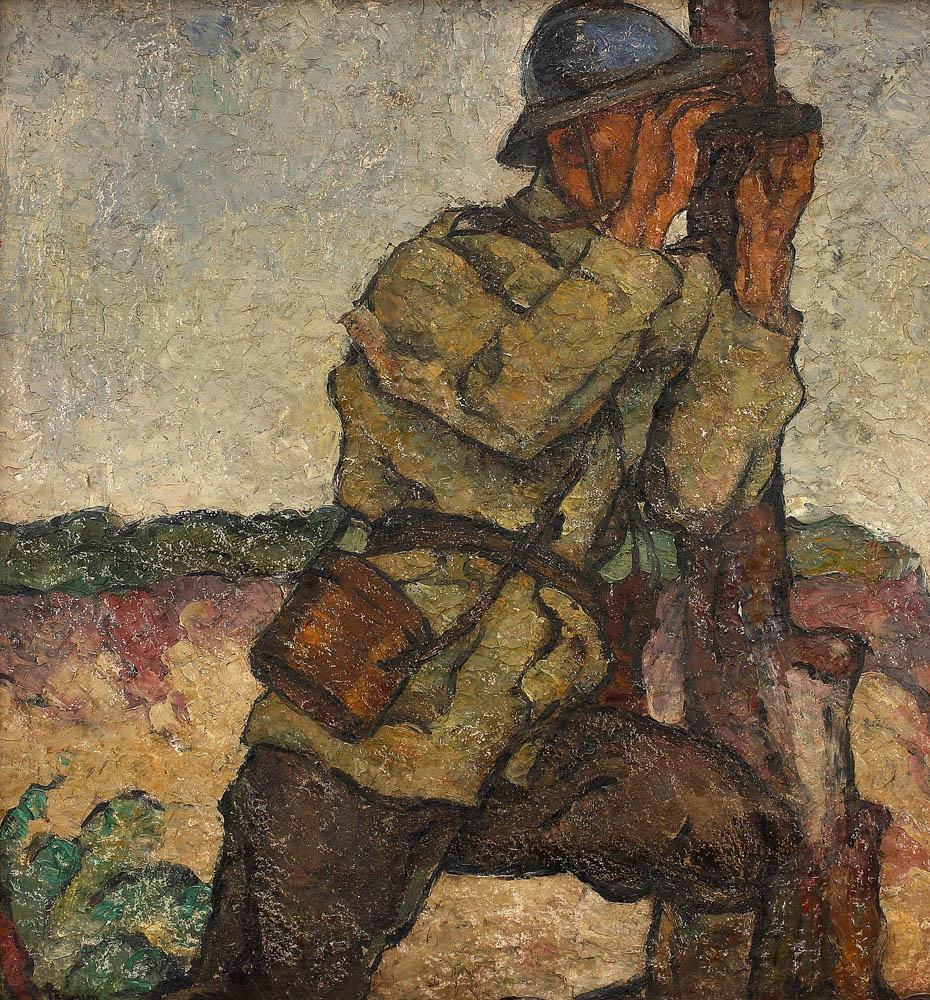
Разведчик (1917)
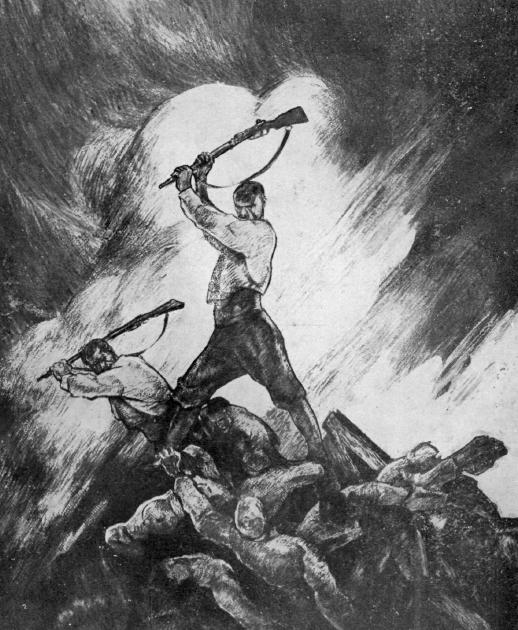
Битва при Мэрэшешти (1919)
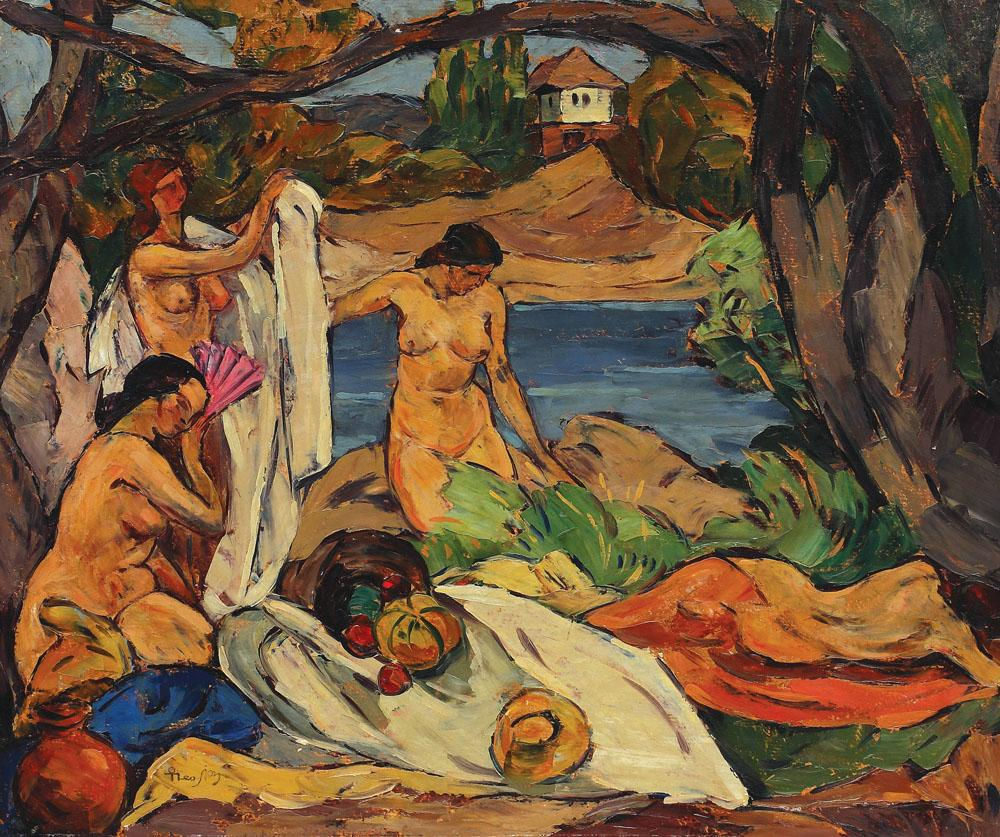
У воды
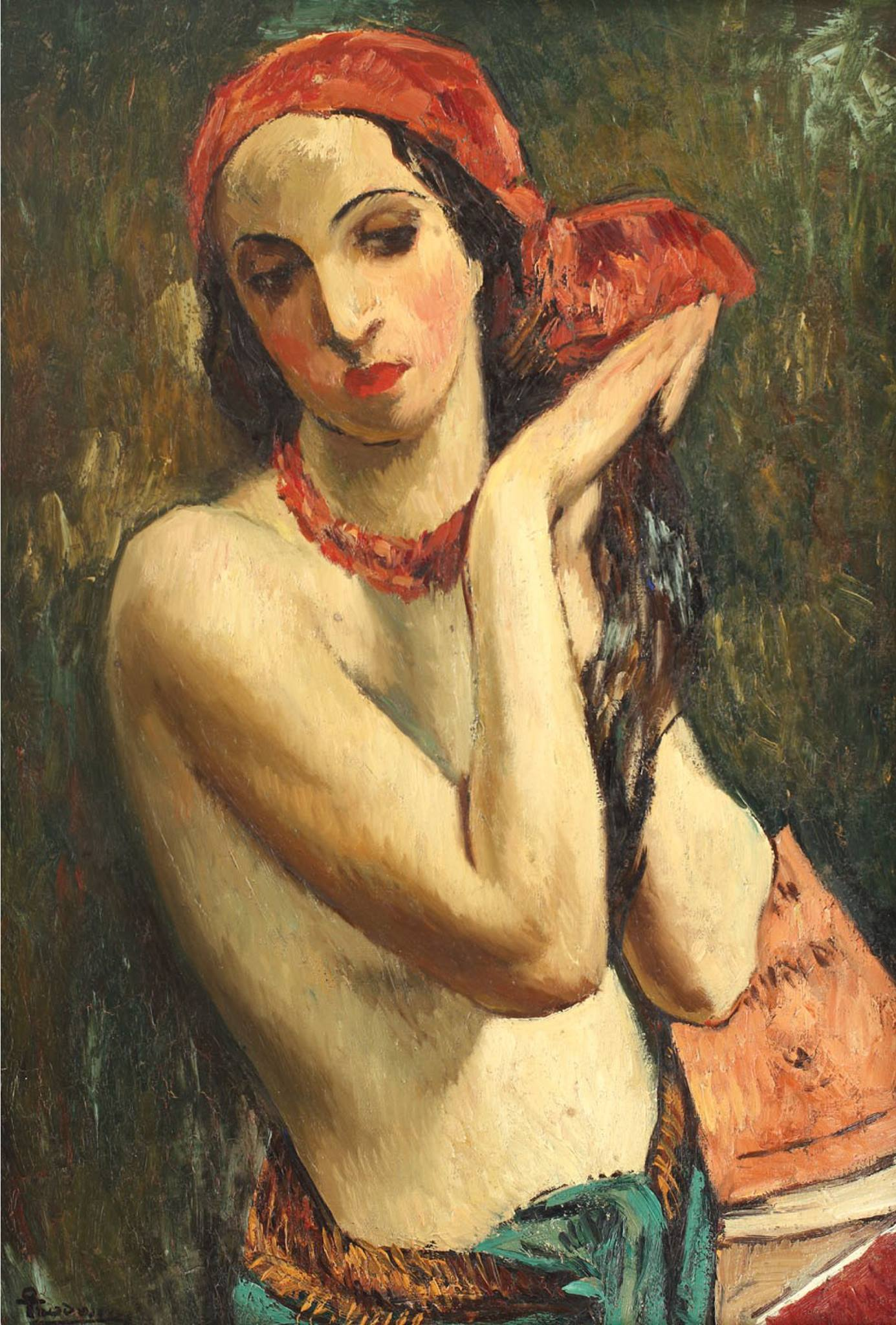
Женщина в красной косынке